# Pablo Avelluto
Alejandro Pablo Avelluto (Buenos Aires, 18 de febrero de 1966) es un periodista y editor que ocupó el cargo de Secretario de Gobierno de Cultura, en el Ministerio de Educación, Ciencia y Tecnología y Cultura de la Nación Argentina, entre el 5 de septiembre de 2018 y el 10 de diciembre de 2019. Entre diciembre de 2015 y septiembre de 2018 fue ministro de Cultura de la Nación, hasta que el presidente ordenó la degradación del ministerio a secretaría. Entre 2014 y 2015 fue designado Coordinador General del Sistema de Medios Públicos de la Ciudad Autónoma de Buenos Aires por el  ministro de Cultura porteño Hernán Lombardi.

## Carrera
Licenciado en Ciencias de la Comunicación de la Universidad de Buenos Aires. Columnista en La Nación,  Clarín e Infobae.com. Durante su gestión fue criticado por representantes del sector audiovisual quienes  pidieron la renuncia del secretario Pablo Avelluto por la extorsión a la censura, la subejecución del presupuesto, el desfinanciamiento del Incaa y el vaciamiento cultural, además de la censura sufrida en la clausura del último Festival de Mar del Plata.Fue integrante del grupo Manifiesto.
Cómo ministro porteño fue blanco de críticas cuando en una feria en Hipódromo Argentino se presentó una torta a tono jocoso en tamaño real del cuerpo crucificado Jesucristo para servirlo a los invitados, siendo uno de ellos el ministro de Cultura de la CABA. En diciembre de 2013 presentó junto al gobierno porteño un esquema para articular la Comunicación del Estado de la Ciudad a través de la Radio de la Ciudad, Canal de la Ciudad que suministra los contenidos para los medios públicos de la ciudad donde fue designado a cargo de Eduardo Cura, ex marido de Gabriela Michetti, algunos dirigentes expresaron su preocupación de que el multimedios PRO se convierta en un modelo de propagando política.
Director de la unidad de negocios de publicaciones periódicas de Torneos y Competencias (2000-2002) y gerente editorial de Estrada entre 2002 y 2005. A raíz del escándalo de corrupción en la FIFA desatado en 2015 el ex CEO de Torneos, es juzgado por pagar sobornos y coimas a directivos de la Federación Internacional de Fútbol, la Asociación del Fútbol Argentino (AFA) y Conmebol, para eliminar a posibles competidores por estos permisos para difundir eventos deportivos, también se investiga un posible armado extorsivo que involucra va a gerentes de TYC y los responsables del holding y la AFA, que derivó en la presión para comprar más de 150 cableras del interior del país.
En 2012 es nombrado por Mauricio Macri jefe del Ministerio de Cultura porteño y asesor de programas culturales. En 2014 fue designado Coordinador General del Sistema de Medios Públicos de la Ciudad de Buenos Aires, sistema que incluye las radios AM 1110 la Radios de la Ciudad y FM 2x4, el Canal de la Ciudad, La Agenda Cultural y La Agenda, revista de ideas y cultura de la Ciudad y otros medios. Ha sido señalado por la distribución de la pauta oficial del gobierno porteño durante la gestión de Mauricio Macri beneficiando a medios afines al macrismo. Integrante del partido político Propuesta Republicana junto a Hernán Lombardi y Alejandro Rozitchner.
En 2019 se dio un fuerte exabrupto cuando Pablo Avelluto insultó a escritores intelectuales y público en general que se habían dado vuelta dándole la espalda en su discurso en repudio a su presencia de la inauguración de la Feria del Libro de Buenos Aires y los recortes presupuestarios en cultura. Diferentes intelectuales señalaron que durante su paso por el ministerio en los medios públicos del macrismo no hablaron todas las voces, no hubo voces opositoras en canal 7.

### Ministro de Cultura
Fue elegido diputado del Parlasur en octubre de 2015 por la ciudad de Buenos Aires, como parte de la alianza Cambiemos. Antes de asumir, Mauricio Macri lo designó al frente del Ministerio de Cultura de la Nación, asumió en el cargo el 10 de diciembre de 2015. Su gabinete cuenta con tres secretarías: Cultura y Creatividad (Andrés Gribnicow), Integración Federal y Cooperación Internacional (Iván Petrella) y Patrimonio Cultural (Marcelo Panozzo). A partir del 5 de septiembre de 2018 por una reestructuración del gabinete de Ministros, el ministerio de cultura pasó a ser Secretaría de Cultura, dependiendo del Ministerio de Educación.
Durante su gestión se denunció el vaciamiento de la Orquesta Sinfónica Nacional, siendo la orquesta con el salario más bajo de todo el país, que llevó a una sangría de músicos que se van a otras orquestas o fuera del país. Durante su gestión se desataron conflictos por el recorte de fondos en el Teatro Argentino de La Plata, el Centro Cultural Rector Ricardo Rojas y la Secretaría de Cultura de la Nación. Lo más destacado de su gestión es el despido de empleados, entre ellos muy calificados en su labor, se destacó en darle a su novia equipo audiovisual que le pertenecía a la secretaria a su cargo.
Sindicato de Prensa de Rosario (SPR) rechazó la decisión del gobierno nacional de decretar un apagón digital en todos los medios públicos, entre ellos Radio Nacional y la Televisión Pública, "lo cual implica, sin dudas, más censura en los medios públicos y una degradación flagrante de la democracia informativa"

## Críticas y controversias
Avelluto ha recibido críticas por comentarios en su perfil de la red social Twitter. Allí ha criticado al kirchnerismo, al peronismo, avaló el Golpe de Estado de 1955 conocido como la Revolución Libertadora que derrocó a Juan D. Perón, apuntó contra los hijos de desaparecidos, propuso despedir maestros que realizaran protestas por sus salarios, entre otros. Tras conocerse sus publicaciones, Avelluto restó importancia al caso.
El escritor Fabián Casas lo calificó de «encantador de serpientes» y lo acusó de despedir a periodistas de la revista deportiva El Gráfico en 2001. Avelluto trabajó con Casas en el relanzamiento de dicha revista. Allí había sido nombrado director general, y al momento de asumir el cargo redactó una lista de despidos donde incluyó a personas que lo habían impulsado a tomar el puesto.

### Ministerio de Cultura
Al asumir Avelluto designó a su novia en el ministerio de Cultura y desató la polémica porque el nombramiento se conoció en los mismos días en que despidieron 500 trabajadores de esa carteratras conocerse la noticia Avelluto desmintió en un primer momento que Azzi fuera funcionaria, pero el periodista de C5N Alejandro Bercovich mostró documentación que comprueba que la novia del ministro tomó decisiones como funcionaria y puso la firma para ello entre ellos el despido de personal histórico de la biblioteca naciónal, tras lo cual debió admitir la designación.Días después designó a la esposa de Federico
Sturzenegger Presidente del Banco Central, al frente del Fondo Nacional de las Artes nombramiento de su esposa Josefina Rouillet.    
En enero de 2016 cerró el Instituto Nacional de Revisionismo Histórico Argentino e Iberoamericano Manuel Dorrego Todas las áreas de la cultura que dependen del Estado desde el INCAA hasta la Sinfónica Nacional entraron en crisis por falta de presupuesto y despidos en las áreas.El cine, la literatura y el teatro atravesaron cuatro años de crisis, situación que se profundizó este año y que se manifestó fuertemente en la disminución de la cantidad de personas que pudieron acceder a los bienes culturales. La industria editorial atravesó su peor momento en seis décadas, superando incluso a la crisis de 2001. Durante su gestión la producción editorial acumuló una caída de más de 45 puntos porcentuales respecto de 2016. La tirada promedio de lanzamientos editados por el sector comercial pasó de 2700 ejemplares en ese año a 1700. Se redujeron los puestos de trabajo en la industria editorial un 20 por ciento, cerraron alrededor de 500 librerías y algunas pequeñas fueron absorbidas por grandes grupos. En el ámbito teatral en comparación con 2015, hubo un descenso del 21 por ciento del público y la caída en la recaudación fue del 40.
Él declaró que no veía una «función relevante» a la secretaría que, según él, tenía un nombre «poco pomposo». Al mismo tiempo redujo a la mitad el presupuesto dela Orquesta Sinfónica Nacional, lo que ocasionó críticas de diferentes sectores del arte
Ya como ministro de cultura designó a su novia, Carolina Azzi, para coordinar el área de comunicación y en febrero a Josefina Rouillet, esposa del titular del Banco Central y político del PRO Federico Sturzenegger como gerente del Fondo Nacional de las Artes. Esto fue calificado de nepotismo.Tras conocerse que  Natalia Orlowski, fue contratada en el Ministerio de Cultura.
Dio de baja a los programas Café Cultura, Pueblos Indígenas, Tango de mis Amores, Maravillosa Música, Guitarrazo, Plan Nacional Promoción del Tango, Museos en Vivo, Argentina de Punta a Punta, entre otros. Trabajadores del ministerio denunciaron que habían sido testigos de que equipos de más de 300 mil dólares habían removidos del edificio por Carolina Azzi, novia de Avelluto. Frente a los cientos de despidos en su área se manifestaron en contra Beatriz Sarlo, Maristella Svampa, Daniel Link, Claudia Piñeiro y Emilio de Ipola. Durante su paso por el ministerio se denunció la subejecución presupuestaria de la cartera que perjudicó los programas federales, achico el número de giras y actuaciones de los elencos estables y llevó  más de la mitad de los empleados del sector con sueldos por debajo de la línea de pobreza y adeudamiento de sueldos.
Durante enero del 2016, Avelluto despidió a 500 empleados del Ministerio de Cultura, argumentó que fue «una decisión espantosa pero necesaria».En paralelo se conocía la noticia que el ministro de cultura había contratado a Bennjamín Amadeo, hijo del diputado  del Pro había cobrado 210 mil pesos por una actuación en la Usina del Arte.
Durante su gestión se dieron dos años consecutivos de desplomes en el consumo de libros, descensos en las ventas de un 40 por ciento en su primer año de gestión en 2016 y un 25 por ciento en 2017. Un informe reciente del Centro Universitario de las Industrias Culturales Argentinas señala que la producción de ejemplares impresos disminuyó un 25 por ciento durante su primer año de gestión de 83,5 millones en 2015 a 62,6 millones en 2016, más de veinte millones menos.En 2017 desataría controversia en la 
luego de la inauguración de la 43ª edición de la Feria del libro de Buenos Aires tradicionales su cruce con la escritora Luisa Valenzuela después de que la escritora diera encendido discurso contra la posverdad.En 2018 Avelluto recibió fuertes abucheos en la feria del libro, y enfrentó el repudio por la censura gubernamental y los recortes al sectoren 2019 volvería a ser abucheado tras ello elm uditorio le dio la espalda cuando comenzó a hablar en señal de repudio a su presencia. Durante su gestión se caracterizó por el fuerte enfrentamiento entre el Gobierno y sectores de la industria cinematográfica argentina. Colectivos de productores, directores y actores denunciaron subejecución presupuestaria y recortes por parte del estatal Instituto Nacional de Cine y Artes Audiovisuales ocurridos durante el macrismo.
En 2023 renunciaría al PRO, a partir de allí su relación con sus antiguos aliados se volvería tensa. En 2025 criticaría a Patricia Bullrich tras un informe de Amnistía Internacional que apretaba sobre la violación a los derechos humanos en Argentina en 2024.

En 2025, Avelluto criticó la retórica del gobierno tras un discurso de Milei en Davos luego de que el libertario aseguró que a quienes no compartan las ideas de La Libertad Avanza "los van a ir a buscar hasta el último rincón del planeta" y que sus opositores debían temblar de miedo ya que el gobierno los iría a buscar.

### Causa judicial
En marzo de 2017 fue imputado por los delitos de defraudación contra la administración pública y negociaciones incompatibles con la función pública, ya que Avelluto ordenó millonarias contrataciones por 50 millones de pesos (moneda de Argentina), que se destinaron a beneficiar a artistas "amigos" y familiares directos de funcionarios y hasta del Presidente, entre ellas María Calcaterra, sobrina de Mauricio Macri, hija de Ángelo Calcaterra. También el funcionario habría favorecido al secretario Legal y Técnico, Pablo Clusellas, a través de su primo Mariano, que ganó la licitación. La causa recayó en el juzgado de Sebastián Casanello. El fiscal Franco Picardi, consideró que hay motivos suficientes y planteó que se debe "determinar también si funcionarios públicos directamente, por persona interpuesta o por acto simulado- se habrían interesado en miras de un beneficio propio o de un tercero en las contrataciones. Se pidió a la Justicia que investigue la Licitación N.º 16/16, como así también varias contrataciones directas, incluyó a la primera dama Juliana Awada, que fue imputada dos semanas después. En 2018 fue denunciado junto a la primera dama Juliana Awada por presuntas irregularidades en la Feria de España "defraudación contra la administración pública" y "negociaciones incompatibles" donde a través del Ministerio de Cultura se realizaron millonarias contrataciones, algunas directas, que incluyeron a Awada diciendo que fue la impulsora de la feria. las adjudicaciones realizadas por el Estado para la feria ARCO, fueron alrededor de 3 millones de euros. Estas contrataciones no tienen acceso público. Siendo finalmente imputado por desvío de fondos públicos por más de 50 millones de pesos en la feria.
Tras la pérdida de las elecciones por parte del macrismo desaparecerían equipos del ministerio de cultura y de cepia
Una semana después el programa "Brotes Verdes" del canal de periodismo de investigación C5N presentó un adelanto del documental "Los Ñoquis" donde se ve a Carolina Azzi, que no era empleada del Estado, retirando costoso equipamiento. Algunas piezas nunca volvieron a aparecer.El registro de las cámaras de seguridad muestra claramente a Carolina Azzi, por entonces novia del funcionario macrista, retirando los equipos del CePia, a pesar de que no revistaba como empleada, funcionaria o contratada de ningún organismo. La excusa fue que ese equipamiento iba a ser destinado a la Secretaría de Cultura, pero de hecho hubo algunas piezas – como una costosa isla de edición de sonido- que nunca volvieron a aparecer.

## Controversias
Avelluto escribió El Diálogo, —un libro posteriormente hecho documental que causó controversia por ser considerado como una reivindicación de la teoría de los dos demonios sobre el terrorismo de Estado en los años 1970 en Argentina, y una defensa de los grupos pro dictadura. El documental recibió el apoyo de familiares de represores presos «que insisten con la idea de la venganza, pero también con la posibilidad de una reconciliación con la sociedad y el consenso de lograr tener el perdón».
En agosto de 2019 provocó una nueva polémica cuando Pablo Avelluto, tras conocerse datos sobre el hambre y la pobreza en Argentina que indicaban que un 48 por ciento de los hogares disminuyeron las porciones de comida por razones económicas y el 40 por ciento pasó momentos de hambre por razones económicas durante el año. y otros de la Organización de las Naciones Unidas (ONU) que  señaló que entre 2016 y 2019, el número de personas que padecen inseguridad alimentaria moderada o grave en Argentina se incrementó en casi seis millones de personas, llegando a 14,2 millones, un incremento de 71%, uno de los saltos más importantes registrados a nivel mundial junto con Nigeria, Tayikistán, Afganistán, Sierra Leona y Botsuana. Avelluto en tono burlesco afirmó que «en Argentina no hay hambre ni emergencia alimentaria». El estudio fue elaborado por cinco organismos multilaterales: la Organización de las Naciones Unidas para la Alimentación (FAO), el Fondo Internacional de Desarrollo Agrícola (FIDA), el Fondo de las Naciones Unidas para la Infancia (UNICEF), el Programa Mundial de Alimentos (PMA) y la Organización Mundial de la Salud (OMS), y que el hambre es un "eslogan de campaña" de la oposición.